# Guillaume-Louis-Antoine de Valleré
Guillaume-Louis-Antoine de Valleré (La Ferté-Millon, 10 de março de 1727 — Lisboa, 12 de maio de 1796), frequentemente referido como Guilherme Luís António de Valleré ou simplesmente Valleré, foi um engenheiro militar francês que trabalhou em Portugal durante a Guerra dos Sete Anos (1756-1763), introduzindo técnicas de fortificação francesas da época.
Pai de Maria Luísa de Valleré.